# ナローズ・ブリッジ
ナローズ・ブリッジ（Narrows Bridge）（南緯31度57分48秒 東経115度50分49秒 / 南緯31.96333度 東経115.84694度） は、西オーストラリア州の州都パースにある道路橋・鉄道橋。シティ南西部のスワン川に架かる。

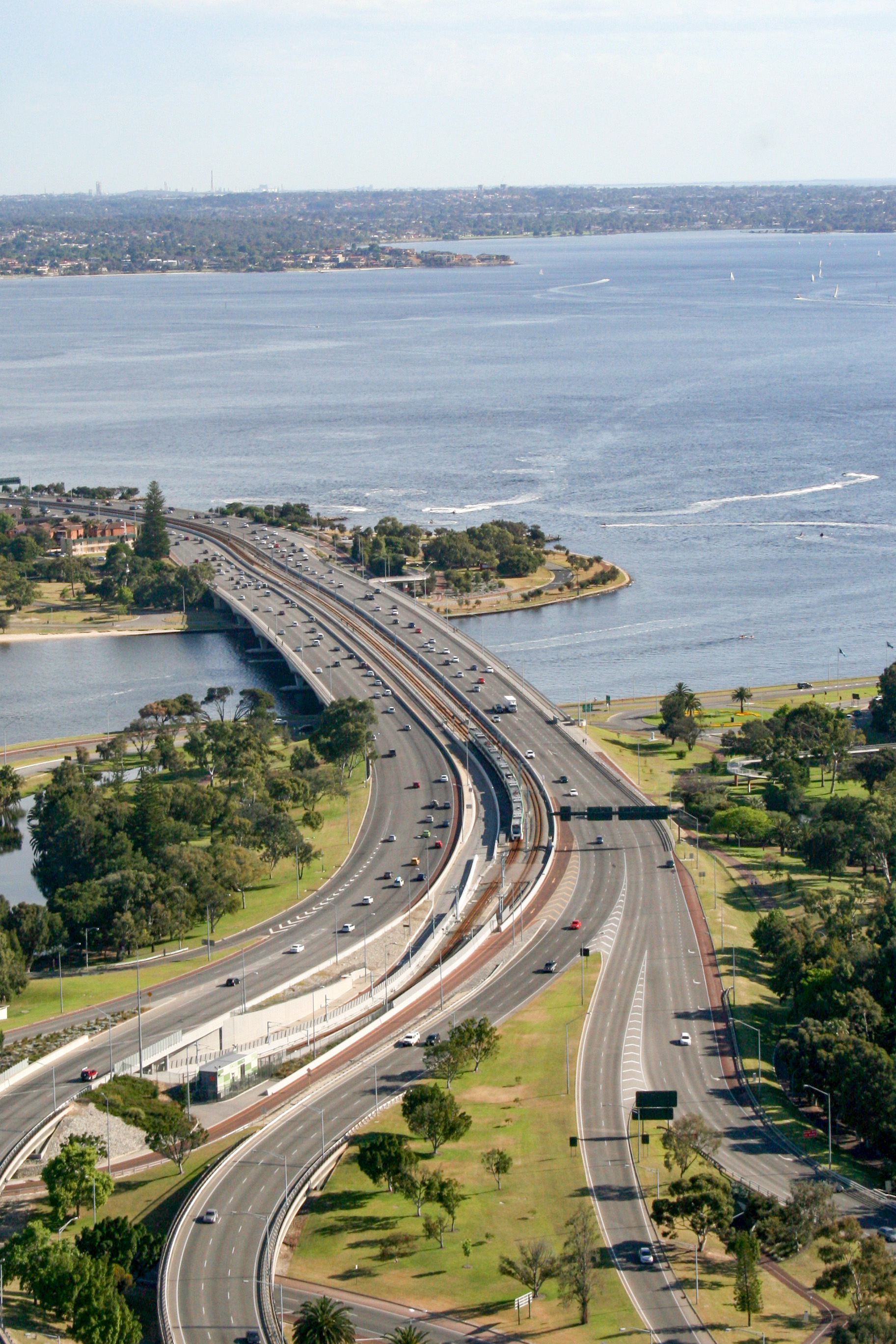
シティ側から

## 概要
「ナローズ」はスワン川の幅が狭くなる地点であり、橋を架けるのに理想的な場所であったことから1850年代には建設の構想があった。しかし、巨額の建設費の問題があり、実行できなかった。第二次世界大戦後の自家用車の普及と橋梁技術の進歩により道路橋の建設が決定した。
1959年11月13日、6車線の橋が完成した。センタースパンは98mでプレストレスト・コンクリート橋としては当時世界最大級だった。パースの南北を結ぶハイウェイの一部となった。
2001年、交通量の増加に対応するため、新しい6車線橋を西側に建設し、北行きと南行きを分離した。
2006年には新旧の道路橋の間に鉄道橋を建設した。トランスパースのパースとマンジュラを結ぶ鉄道の一部となった。
ナローズ・ブリッジの道路交通量は１日18万台に達しており、シドニー・ハーバー・ブリッジ（15万台）を上回る。